# Winter X Games XXV
Winter X Games XXV (X Games Aspen 2021) blev afholdt fra d. 29. januar til d. 31. januar 2021 i Aspen, Colorado, USA.
Grundet Coronaviruspandemien blev årets vinter-X Games afholdt uden tilskuere til stede. Flere af de inviterede atleter blev desuden nødt til at melde afbud pga. en positiv COVID-19-test bl.a. Mark McMorris og Birk Ruud. 

## Medaljeoversigt

### Ski

#### Mænd
| Disciplin    | Guld           | Sølv             | Bronze         |
| ------------ | -------------- | ---------------- | -------------- |
| Big Air      | Andri Ragettli | Antoine Adelisse | Alex Hall      |
| Slopestyle   | Nick Goepper   | Ferdinand Dahl   | Evan McEachran |
| SuperPipe    | Nico Porteous  | Aaron Blunck     | Birk Irving    |
| Knuckle Huck | Henrik Harlaut | ikke uddelt      | ikke uddelt    |

#### Kvinder
| Disciplin  | Guld             | Sølv          | Bronze         |
| ---------- | ---------------- | ------------- | -------------- |
| Big Air    | Mathilde Gremaud | Megan Oldham  | Eileen Gu      |
| Slopestyle | Eileen Gu        | Isabel Atkin  | Megan Oldham   |
| SuperPipe  | Eileen Gu        | Cassie Sharpe | Rachael Karker |

### Snowboard

#### Mænd
| Disciplin    | Guld             | Sølv          | Bronze           |
| ------------ | ---------------- | ------------- | ---------------- |
| Big Air      | Marcus Kleveland | Sven Thorgren | Mons Røisland    |
| Slopestyle   | Dusty Henricksen | Mons Røisland | Rene Rinnekangas |
| SuperPipe    | Yuto Totsuka     | Scotty James  | Ruka Hirano      |
| Knuckle Huck | Dusty Henricksen | ikke uddelt   | ikke uddelt      |

#### Kvinder
| Disciplin  | Guld           | Sølv                 | Bronze               |
| ---------- | -------------- | -------------------- | -------------------- |
| Big Air    | Jamie Anderson | Miyabi Onitsuka      | Zoi Sadowski-Synnott |
| Slopestyle | Jamie Anderson | Zoi Sadowski-Synnott | Laurie Blouin        |
| SuperPipe  | Chloe Kim      | Maddie Mastro        | Haruna Matsumoto     |